# 宋晓明
宋晓明（？—），男，汉族，中华人民共和国政治人物。现任中国航天科工二院院长。第十四届全国政协委员。